# 紀元前687年
紀元前687年（きげんぜん687ねん）は、西暦（ローマ暦）による年。紀元前1世紀の共和政ローマ末期以降の古代ローマにおいては、ローマ建国紀元67年として知られていた。紀年法として西暦（キリスト紀元）がヨーロッパで広く普及した中世時代初期以降、この年は紀元前687年と表記されるのが一般的となった。

## 他の紀年法
- 干支 : 甲午
- 中国
  - 周 - 荘王10年
  - 魯 - 荘公7年
  - 斉 - 襄公11年
  - 晋 - 晋侯緡20年
  - 秦 - 武公11年
  - 楚 - 文王3年
  - 宋 - 湣公5年
  - 衛 - 黔牟10年
  - 陳 - 宣公6年
  - 蔡 - 哀侯8年
  - 曹 - 荘公15年
  - 鄭 - 子嬰7年
  - 燕 - 荘公4年
- 朝鮮
  - 檀紀1647年
- ユダヤ暦 : 3074年 - 3075年

## できごと

### 中国
- 魯の桓公の夫人である文姜と斉の襄公が防で会合した。
- 4月辛卯夜、流星雨があり、恒星が見えないほどの明るさであった。
- 魯で洪水があり、麦が不作であった。
- 文姜と斉の襄公が穀で会合した。